# Индейские языки
Индейские языки — языки аборигенов Америки, как правило, за исключением эскимосско-алеутских языков. Делятся на три территориально-культурных зоны, каждая из которых, в свою очередь, дробится на множество самостоятельных семей:
- Индейские языки Северной Америки
- Индейские языки Месоамерики
- Индейские языки Южной Америки

Разнообразие индейских языков очень велико, поэтому термин «индейские языки» весьма условен. Правда, известный американский лингвист Джозеф Гринберг предложил в 1987 году объединить все индейские языки, кроме языков семьи на-дене (которые сближают с сино-кавказской макросемьёй Старого Света), в единую макросемью — так называемую «америндскую» (англ. Amerindian languages). Позднее Меррит Рулен опубликовал свод фактических материалов в поддержку данной гипотезы: по мнению Рулена, особенно впечатляющим было сходство основ личных местоимений 1 и 2 лица. Прогрессивным шагом Гринберга и Рулена было то, что помимо собственно лингвистических данных, они использовали также антропологические и генетические данные. Большинство специалистов по индейским языкам, однако, отнеслось к этой гипотезе и стоящей за ней методологии «массового сравнения» языков скептически.
Фактически в английском языке термин «Amerindian» является сокращением от «American Indian» — эквивалента русского «индеец» или «индейские языки», так как английское прилагательное «Indian» относится и к Индии, и к индейцам. В русском же языке термин «америндские языки» сам по себе является избыточным и употребляется только, когда необходимо подчеркнуть предполагаемое генетическое единство индейских языков.

## Индейские языки по числу носителей
На крупнейших по числу носителей индейских языках говорят в Южной Америке, где они ещё в эпоху до европейской колонизации стали наднациональными:
- Кечуа (различные диалекты) — 14 млн; взаимопонимание между его диалектами ограничено.
- Гуарани — 7 млн.
- Аймара — 2,3 млн.
- Гуахиро — 305 тыс.

От них сильно отстаёт аравакский язык — около 100 тыс. носителей. Прочие южноамериканские языки, напротив, крайне раздроблены и относятся к категории неблагополучных или исчезающих.
Индейские языки Месоамерики, где в доколумбову эпоху существовало множество крупных и развитых государств, занимают второе место по численности носителей.
- Науатль — 1,45 млн (юто-астекские языки)
- Юкатекский — 800 тыс. (майяские языки)
- Миштекский диалектный континуум — более 550 тыс. (ото-мангские языки)
- Кекчи — 500 тыс. (майяские языки)
- Сапотекский — 450 тыс. (ото-мангские языки)
- Масауа — 350 тыс. (ото-мангские языки)
- Киче — 250 тыс. (майяские языки)
- Тотонакские языки — 250 тыс.
- Пурепеча — 120 тыс.

Взаимодействуя в течение длительного времени, данные языки образовали месоамериканский языковой союз.
Индейские языки Северной Америки в настоящее время находятся в наименее благополучном положении. Исключением является лишь язык навахо, число носителей которого, по состоянию на начало XXI в., 178 тыс. человек и продолжает медленно расти, хотя в процентном отношении к населению США, напротив, его доля сокращается. Примерно такой же была численность чинукского жаргона в начале XX века, однако он ни для кого не был родным языком, а лишь вспомогательным языком межнационального общения, и до конца XX века практически исчез. Многие языки находятся на грани исчезновения.
- Навахо — 178 тыс. (языки на-дене)
- Кри — 117 тыс. (алгские языки)
- Оджибве — 55 тыс. (алгские языки)

## Известные исследователи индейских языков
- Бейкер, Марк
- Боас, Франц
- Глисон, Генри Аллан (младший)
- Гринберг, Джозеф
- Джастесон, Джон
- Кауфман, Терренс
- Кнорозов, Юрий Валентинович
- Коу, Майкл
- Крёбер, Альфред
- Лоукотка, Честмир
- Манро, Памела
- Митун, Марианна
- Пауэлл, Джон Уэсли
- Рулен, Меррит
- Сводеш, Моррис
- Сепир, Эдвард
- Суонтон, Джон
- Товар, Антонио
- Хаас, Мэри
- Харрингтон, Джон Пибоди
- Чейф, Уоллес